# Montesano
Montesano é uma cidade localizada no estado norte-americano de Washington, no Condado de Grays Harbor.

## Demografia
Segundo o censo norte-americano de 2000, a sua população era de 3312 habitantes.
Em 2006, foi estimada uma população de 3525, um aumento de 213 (6.4%).

## Geografia
De acordo com o United States Census Bureau tem uma área de
27,0 km², dos quais 26,8 km² cobertos por terra e 0,2 km² cobertos por água. Montesano localiza-se a aproximadamente 14 m acima do nível do mar.

## Localidades na vizinhança
O diagrama seguinte representa as localidades num raio de 16 km ao redor de Montesano.